# 프론트러너
프론트러너(영어: FrontRunner, 약칭 UTAX)는 미국 서부 유타주의 대중 교통 체계이다. 프론트러너는 일반적으로 광역 솔트레이크시티 지역 승객들을 수송하며, 더 나아가 버스까지 운행하기도 한다. 프론트러너의 통근 열차로 연간 4,416,000명의 승객을 실어나르고, 통근 열차는 이층 객차와 디젤 기관차로 운행하며, 버스는 간선급행버스, 버스로 운행한다.
솔트레이크시티의 첫 통근 열차 체계인 프론트러너는 2008년에 개통되어 현재는 솔트레이크시티의 승객 수송을 담당하는 공기업인 유타 트랜짓 아우토리티 산하의 교통국이 되어 유타 주의 공기업으로 운행하고 있다.

## 보유 차량
- 2016년 1월 기준으로 프론트러너는 다음과 같은 차량을 운행하고 있다.

| 프론트러너의 보유 차량          | 프론트러너의 보유 차량 | 프론트러너의 보유 차량 | 프론트러너의 보유 차량 | 프론트러너의 보유 차량 | 프론트러너의 보유 차량                 |
| 모델                            | 사진                   | 제작                   | 번호                   | 대수                   | 비고                                   |
| ------------------------------- | ---------------------- | ---------------------- | ---------------------- | ---------------------- | -------------------------------------- |
| MPX프레스 MP36PH-3C 디젤 기관차 |                        | 2007년                 | 1 ~ 11, 15 ~ 21        | 18                     | 1대는 2010년에 노스스타 라인 임차 운항 |
| GP39 디젤 기관차                |                        | 1967년                 | 901                    | 1                      | 운행 노선에 투입하지 않는 차량         |
| 봄바디어 비레벨 캡카            |                        | 2006년                 | 101 ~ 112              | 12                     |                                        |
| 봄바디어 비레벨 코치            | 2007년                 | 201 ~ 208              | 8                      |                        |                                        |
| 코멧 I 코치                     |                        | 1971년부터 1973년까지  | 301 ~ 325              | 25                     |                                        |